# Emil Skog
Emil Albert Skog (né le 30 juin 1897 à Helsingin maalaiskunta et mort le 20 septembre 1981 à Helsinki) est un installateur téléphonique et un homme politique finlandais,. 

## Biographie
En 1918, durant la guerre civile finlandaise, Emil Skog est artilleur dans la Garde Rouge et il participe aux batailles de Messukylä et de Tampere. De 1946 à 1964, il est inspecteur d'entretien pour le service des postes et télégraphes.
De 1946 à 1957, Emil Skog est président du Parti social-démocrate de Finlande (SDP). Après le retour de Väinö Tanner à la présidence du SDP en 1957, il forme dans le parti un groupe d'opposition skogienne, connue à l'origine sous le nom de Groupe 94,.
Le groupe d'opposition quitte du SDP après les élections législatives de 1958 et constitue son propre groupe parlementaire dénommé Union sociale-démocrate des travailleurs et des petits agriculteurs ou TPSL. Emil Skog est président du TPSL depuis la fondation du parti jusqu'en 1964.
À la suite de la démission de Väinö Tanner de son poste de président du SDP en 1963, Emil Skog et ses partisans rejoignent le SDP l'année suivante alors que le TPSL continue à fonctionner de manière indépendante sous la direction d'Aarre Simonen.

## Ministre de la défense
Emil Skog est ministre de la défense des gouvernements Fagerholm I (29.7.1948–17.3.1950), Kekkonen II (17.1.1951–20.9.1951), Kekkonen III (20.9.1951–9.7.1953), Törngren (5.5.1954–20.10.1954), Kekkonen V (20.10.1954–3.3.1956) et Fagerholm II (3.3.1956–27.5.1957).